# Борду
Борду (кирг. Борду) — село в Кеминском районе Чуйской области Кыргызстана. Входит в состав Алмалинского аильного округа. Код СОАТЕ — 41708 213 804 03 0.

## Население
| год     | 2009 | 2014 | 2015 |
| ------- | ---- | ---- | ---- |
| человек | 464  | 609  | 426  |